# Fußball-Europameisterschaft der Frauen 2013/Torschützenliste

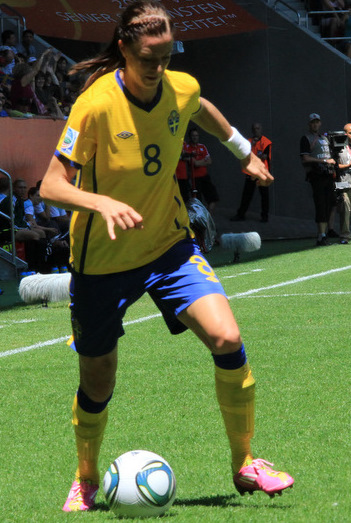
Lotta Schelin

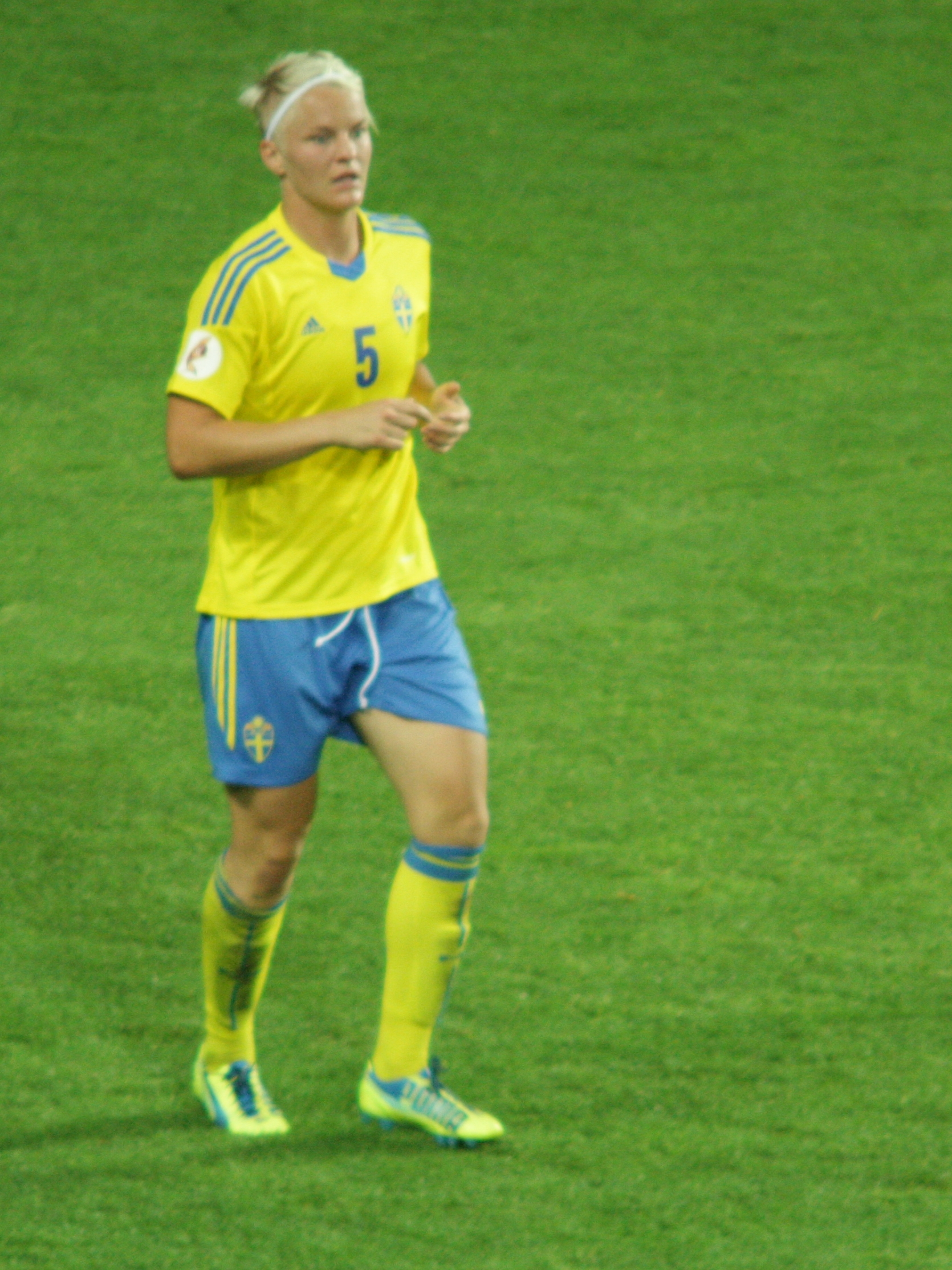
Nilla Fischer

Dieser Artikel listet alle Torschützinnen der Fußball-Europameisterschaft der Frauen 2013 in Schweden auf. 36 Spielerinnen erzielten 56 Tore. Beste Torschützin des Turniers war Lotta Schelin mit fünf Toren vor Nilla Fischer mit drei Toren.
| Rang | Spielerin                 | Tore |
| ---- | ------------------------- | ---- |
| 1    | Lotta Schelin             | 5    |
| 2    | Nilla Fischer             | 3    |
| 3    | Verónica Boquete          | 2    |
| 3    | Mia Brogaard              | 2    |
| 3    | Marie-Laure Delie         | 2    |
| 3    | Melania Gabbiadini        | 2    |
| 3    | Solveig Gulbrandsen       | 2    |
| 3    | Jennifer Hermoso          | 2    |
| 3    | Mariann Knudsen           | 2    |
| 3    | Eugénie Le Sommer         | 2    |
| 3    | Louisa Nécib              | 2    |
| 3    | Célia Okoyino da Mbabi    | 2    |
| 3    | Josefine Öqvist           | 2    |
| 3    | Wendie Renard             | 2    |
| 15   | Eniola Aluko              | 1    |
| 15   | Kosovare Asllani          | 1    |
| 15   | Laura Bassett             | 1    |
| 15   | Dagný Brynjarsdóttir      | 1    |
| 15   | Marit Fiane Christensen   | 1    |
| 15   | Toni Duggan               | 1    |
| 15   | Marie Hammarström         | 1    |
| 15   | Ada Hegerberg             | 1    |
| 15   | Kristine Wigdahl Hegland  | 1    |
| 15   | Ingvild Landvik Isaksen   | 1    |
| 15   | Nelli Korowkina           | 1    |
| 15   | Simone Laudehr            | 1    |
| 15   | Lena Lotzen               | 1    |
| 15   | Dzsenifer Marozsán        | 1    |
| 15   | Ilaria Mauro              | 1    |
| 15   | Anja Mittag               | 1    |
| 15   | Jelena Morosowa           | 1    |
| 15   | Alexia Putellas           | 1    |
| 15   | Johanna Rasmussen         | 1    |
| 15   | Annica Sjölund            | 1    |
| 15   | Jelena Terechowa          | 1    |
| 15   | Margrét Lára Viðarsdóttir | 1    |

Hinzu kamen zwei Eigentore der Spanierin Irene Paredes und der Italienerin Raffaella Manieri.
Torschützenkönigin des Gesamtwettbewerbs wurde die Deutsche Célia Okoyino da Mbabi mit insgesamt 19 Treffern, was einen neuen Rekord darstellt.